# Ernesto Canto
Ernesto Canto Gudiño (ur. 18 października 1959 w mieście Meksyk, zm. 20 listopada 2020 tamże) – meksykański chodziarz, zdobywca złotych medali na mistrzostwach świata w lekkoatletyce w 1983 w Helsinkach i letnich igrzysk olimpijskich w  1984 w Los Angeles.

## Życiorys
Pierwsze sukcesy odniósł w Pucharze Świata w chodzie w 1979 w Eschborn, zajmując 6. miejsce w chodzie na 20 kilometrów. W tym samym roku zdobył srebrny medal na tym dystansie na mistrzostwach Ameryki Środkowej i Karaibów w Guadalajarze.
Dwa lata później wygrał chód na 20 kilometrów w zawodach Pucharu Świata w Walencji, a także na igrzyskach Ameryki Środkowej i Karaibów w 1982 w Hawanie.
Na pierwszych mistrzostwach świata w 1983 od początku był w czołowej grupie w chodzie na 20 kilometrów, a po 15 kilometrach oderwał się od niej i samotnie zwyciężył. W tym samym roku zajął 2. miejsce w tej konkurencji w Pucharze Świata w Bergen oraz zwyciężył w igrzyskach panamerykańskich w Caracas.
Na igrzyskach olimpijskich w 1984 w Los Angeles został mistrzem w chodzie na 20 kilometrów przed swym rodakiem Raúlem Gonzálezem i obrońcą tytułu Maurizio Damilano z Włoch. Zajął także 10. miejsce w chodzie na 50 kilometrów na tych igrzyskach.
Zwyciężył w chodzie na 20 kilometrów na mistrzostwach Ameryki Środkowej i Karaibów w 1985 w Nassau i na igrzyskach Ameryki Środkowej i Karaibów w 1986 w Santiago de los Caballeros. Zdobył brązowy medal w chodzie na 5000 metrów na halowych mistrzostwach świata w Indianapolis. Został zdyskwalifikowany w chodzie na 20 kilometrów podczas mistrzostw świata w 1987 w Rzymie oraz igrzysk olimpijskich w 1988 w Seulu. Zdobył srebrny medal w chodzie na 20 kilometrów na mistrzostwach Ameryki Środkowej i Karaibów w 1989 w San Juan oraz złoty na tym dystansie na igrzyskach Ameryki Środkowej i Karaibów w 1990 w mieście Meksyk. Zajął 2. miejsce w Pucharze Świata w 1991 w San Jose, ale na igrzyskach olimpijskich w 1992 w Barcelonie był dopiero 29. Wkrótce potem zakończył wyczynowe uprawianie sportu.
Zmarł 20 listopada 2020 roku w Meksyku na chorobę nowotworową.